# RBB TODAY
RBB TODAYとは、ブロードバンド分野を中心とした情報サイト。
運営は、2000年12月から株式会社イード(IID, Inc.)が行っている。

## 概要
ブロードバンドについてエントリーや活用方法からエンタメや芸能、IT関連情報など幅広いジャンルのニュースを配信している。

2000年の12月、有限会社ポイントファイブコミュニケーションズより、株式会社イードがRBB TODAYの営業権を取得し、営業を開始。

## 沿革
- 2000年 12月有限会社ポイントファイブコミュニケーションズより、株式会社イードがRBB TODAYの営業権を取得し、営業を開始。[3]
- 2005年 4月RBB TODAYをもとにした書籍の出版。[4]
- 2007年 10月公式YouTubeの運営を開始。[5]
- 2009年 10月公式Twitterの運営を開始。[6]